# Rationalisme
Pour les articles homonymes, voir rationalisme (architecture).
 (novembre 2021).
Si vous disposez d'ouvrages ou d'articles de référence ou si vous connaissez des sites web de qualité traitant du thème abordé ici, merci de compléter l'article en donnant les références utiles à sa vérifiabilité et en les liant à la section « Notes et références ».
Le rationalisme est la doctrine qui pose les raisons discursives comme seule source possible de toute connaissance du monde. Autrement dit, la réalité ne serait connaissable qu'en vertu d'une explication par les causes qui la déterminent et non par une quelconque révélation ou intuition. Ainsi, le rationalisme s'entend de toute doctrine qui attribue à la seule raison la capacité de connaître et d'établir la vérité.
Dans son acception classique, il s'agit de postuler que le raisonnement consiste à déterminer que certains effets résultent de certaines causes, uniquement à partir de principes logiques ; par exemple dans les théorèmes mathématiques qui parviennent à certaines conclusions en fonction des hypothèses admises au départ.[pas clair]. De plus, et en particulier, les principes logiques eux-mêmes utilisés dans le raisonnement ont été connus par déduction[réf. nécessaire].
Le rationalisme s'oppose à l'irrationalisme et, historiquement (avec en particulier Descartes et Leibniz), à l'empirisme.

## Précisions terminologiques
On trouve couramment et identiquement les expressions de « rationalisme moderne » ou de « rationalisme classique » pour désigner le rationalisme tel qu’il se formule de Descartes à Leibniz, correspondant à peu près à ce que l’on peut appeler depuis Kant le « rationalisme dogmatique » :
- Le rationalisme est dogmatique, lorsque la raison, considérée comme seule source déterminante de la connaissance, et par ses seuls principes a priori, prétend atteindre la vérité, particulièrement dans le domaine métaphysique.
- L'expression « rationalisme moderne » vise à le situer dans l’histoire de la pensée conformément à la terminologie d’usage (la période moderne commençant au XVIe siècle, après la période du Moyen Âge) et le distinguant du statut de la raison dans la philosophie antique, tel qu’on le trouve chez Platon et Aristote par exemple.
- L'expression « rationalisme classique » vise à le distinguer d’un rationalisme élargi et renouvelé, « modernisé », par la critique kantienne et l’apport des sciences expérimentales : « rationalisme critique » pour Kant et Karl Popper, « rationalisme appliqué » chez Gaston Bachelard…
- On trouve également l’expression « rationalisme continental » pour le distinguer et l’opposer à l’empirisme anglo-saxon (Hobbes, Locke, Hume, etc.).

Nous suivrons ici une terminologie distinguant un rationalisme moderne (de Descartes à Leibniz), d’un rationalisme critique pour désigner généralement le rationalisme kantien et post-kantien, indépendamment des nuances, parfois sensibles, dont il se compose.
Le mot de rationalisme fut également utilisé avant la Renaissance, et pendant le Moyen Âge : il s'agissait alors de rationalisme en théologie.

## Sources dans la Grèce antique
L’attitude intellectuelle visant à placer la raison et les procédures rationnelles comme sources de la connaissance remonte à la Grèce antique, lorsque sous le nom de logos (qui signifie à l'origine discours), elle se détache de la pensée mythique et, à partir des sciences, donne naissance à la philosophie.
Platon ne voit dans la sensibilité qu’une pseudo connaissance ne donnant accès qu’à la réalité sensible, matérielle et changeante du monde. Se fier à l’expérience sensible, c’est être comme des prisonniers enfermés dans une caverne qui prennent les ombres qui défilent sur la paroi faiblement éclairée, pour la réalité même. « Que nul n’entre ici s’il n’est géomètre », fait-il graver au fronton de son école : l’exercice des mathématiques nous apprend à nous détacher de nos sens et à exercer notre seule raison, préalable nécessaire à la dialectique philosophique. La connaissance du réel est connaissance des Idées ou essences, réalités intelligibles et immuables, et cette connaissance est rationnelle. Il y a en ce sens un rationalisme platonicien.
Aristote, au contraire, appuie sa philosophie sur l'observation concrète de la nature (physis), et pose les bases :
- de la logique formelle, dans son Organon (nous l'appellerions aujourd'hui logique générale),
- de ce que l'on appela par la suite la métaphysique (au-delà de la physis, c'est-à-dire au-delà de la nature),
- de l'éthique (éthique à Nicomaque).

## Rationalisme moderne

### Origine et caractéristiques du rationalisme moderne
Ce n’est pas l’usage de la raison, ni sa revendication, qui suffit à définir le rationalisme comme doctrine. Le rationalisme moderne se constitue et se systématise à la fin de la Renaissance, dans le cadre de la controverse ptoléméo-copernicienne, qui aboutit à la mathématisation de la physique. Après le procès de Galilée (1633), et conforté dans le projet de réformer la philosophie dont le cardinal de Bérulle lui avait fait une « obligation de conscience » quelques années auparavant, René Descartes concrétise son projet en publiant plusieurs ouvrages de philosophie, notamment le célèbre Discours de la méthode (1637), et les Méditations métaphysiques (1641). Descartes, avec son Cogito ergo sum, devient ainsi l'un des principaux représentants du rationalisme moderne.
Le rationalisme moderne repose sur le postulat métaphysique selon lequel les principes qui sous-tendent la réalité sont identiques aux lois de la raison elle-même. Ainsi en est-il du principe de raison déterminante (ou de raison suffisante) que Leibniz, dans les Essais de Théodicée (1710), formule de la manière suivante :

« C’est que jamais rien n’arrive, sans qu’il y ait une cause ou du moins une raison déterminante, c’est-à-dire quelque chose qui puisse servir à rendre raison a priori, pourquoi cela est existant plutôt que non existant, et pourquoi cela est ainsi plutôt que de toute autre façon. »

Puisque rien n'existe ou n’arrive sans cause, il n’est rien, dès lors, qui ne soit, en droit, intelligible et explicable par la raison. Dans le cadre de l’onto-théologie, cette identité de la pensée et de l’être trouve sa justification ultime en Dieu, créateur du monde et de ses lois d’une part, de la raison humaine et de ses principes d’autre part. Ce en quoi le rationalisme ainsi compris s'accomplit pleinement dans l'idéalisme philosophique, auquel Hegel donnera sa forme la plus systématique, dans la formule : « ce qui est rationnel est effectif, et ce qui est effectif est rationnel » (Préface des Principes de la philosophie du droit).
Il en résulte que la raison, contenant des principes universels et des idées a priori exprimant des vérités éternelles, est immuable et identique en chaque homme. C’est en ce sens que Descartes, dans le Discours de la méthode, écrit : « Le bon sens est la chose du monde la mieux partagée », précisant que « la puissance de bien juger et distinguer le vrai d’avec le faux, qui est proprement ce qu’on nomme le bon sens ou la raison, est naturellement égale en tous les hommes ».
Du point de vue de l’origine de nos connaissances, le rationalisme est traditionnellement opposé à l’empirisme, à l’irrationalisme, et à la révélation.

### Rationalisme et empirisme
Selon l’empirisme, l’expérience est la source de toutes nos connaissances. Comme l'explique John Locke dans l’Essai sur l’entendement humain de 1690 :

« Supposons que l’esprit soit, comme on dit, du papier blanc (tabula rasa), vierge de tout caractère, sans aucune idée. Comment se fait-il qu’il en soit pourvu ? D’où tire-t-il cet immense fonds que l’imagination affairée et limitée de l’homme dessine en lui avec une variété presque infinie ? D’où puise-t-il ce matériau de la raison et de la connaissance ? Je répondrai d’un seul mot : de l’expérience ; en elle, toute notre connaissance se fonde et trouve en dernière instance sa source. »

Cette expérience, c’est celle de nos sens externes, qui nous permet par exemple de former l’idée de couleur, mais aussi celle de notre pensée en acte, par laquelle nous sommes capables de former l’idée de pensée, ou de raisonnement.
Une telle position conduit à une dévalorisation de la raison : une idée n’est, aux yeux de David Hume, qu’une « copie d’une impression analogue », de sorte que « tout ce pouvoir créateur de l’esprit n’est rien de plus que la faculté de combiner, transposer, diminuer les matériaux que nous fournissent les sens et l’expérience » (Enquête sur l’entendement humain, 1748), combinaisons qu’il opère selon des relations de ressemblance ou de contiguïté.
Du point de vue de l’empirisme donc, « il n’est rien dans l’intellect qui n’ait été d’abord dans la sensibilité », ce à quoi Leibniz rétorquera « sauf l’intellect lui-même ».
Le rationalisme postule, en effet, l’existence en la raison de principes logiques universels (principe du tiers exclu, principe de raison suffisante) et d’idées a priori, c’est-à-dire indépendantes de l’expérience et précédant toute expérience. Ainsi Descartes admet-il l'existence d'idées a priori et innées telles que l'idée d'infini, de temps, de nombre, ou l'idée même de Dieu qui est « comme la marque de l’ouvrier sur son ouvrage », idées simples et premières, sans lesquelles l’expérience sensible nous resterait inintelligible : « je considère qu’il y a en nous certaines notions primitives, qui sont comme des originaux, sur le patron desquels nous formons toutes nos autres connaissances » (Lettre à Elisabeth du 21 mai 1643).
Aux yeux du rationalisme, en effet, l’expérience sensible ne saurait donner de connaissance véritable. Platon déjà en dénonçait le caractère fluctuant et relatif, qui ne nous montre qu’un jeu d’ombres inconsistant, et Descartes, dans la première Méditation métaphysique, le caractère trompeur :

« Tout ce que j’ai reçu jusqu’à présent pour le plus vrai et assuré, je l’ai appris des sens ou par les sens : or j’ai quelquefois éprouvé que ces sens étaient trompeurs, et il est de la prudence de ne se fier jamais entièrement à ceux qui nous ont une fois trompés. »

Le rationalisme, cependant, nous le verrons plus bas sous sa forme critique, ne répudie pas l’expérience sensible mais la soumet à des formes a priori qui la rendent possible et en organisent le donné.

### Rationalisme et irrationalisme
Il faut entendre ici par irrationalisme la référence à toute expérience ou toute faculté autre que la raison et n’obéissant pas à ses lois, supposée donner une connaissance plus profonde et plus authentique des phénomènes et des êtres, et laissant place à une frange d’ineffable, de mystère, ou d’inexplicable. Le rationalisme s’oppose en ce sens au mysticisme, à la magie, à l’occultisme, au sentimentalisme, au paranormal ou encore à la superstition. Seuls font autorité les processus rationnels : évidence intellectuelle, démonstration, raisonnement.
C’est au sentimentalisme romantique que s’en prend Hegel dans la préface à la Phénoménologie de l'esprit, lorsqu’il évoque cette prétendue philosophie qui « par l’absence de concept se donne pour une pensée intuitive et poétique, jette sur le marché des combinaisons fantaisistes, d’une fantaisie seulement désorganisée par la pensée – fantastiqueries qui ne sont ni chair, ni poisson, ni poésie, ni philosophie ». Celui qui prétend toucher la vérité dans l’expérience ineffable du sentiment intime se condamne au silence et à la solitude de l’incommunicabilité ; « en d’autres termes, il foule aux pieds la racine de l’humanité ».

### Rationalisme et révélation
D’un point de vue théologique, le rationalisme met en avant la lumière naturelle de la raison par opposition à la connaissance révélée que constitue la foi. Contre le fidéisme, il demande que les articles de la foi et les Écritures elles-mêmes soient soumis à l’examen rationnel.
Spinoza, dans le Traité théologico-politique, développe une lecture critique de l’Ancien Testament.
Descartes, dans la préface « aux Doyens et docteurs de la faculté de théologie de Paris » qui précède les Méditations métaphysiques, affirme que « tout ce qui se peut savoir de Dieu peut être montré par des raisons qu’il n’est pas besoin de chercher ailleurs que dans nous-mêmes, et que notre esprit seul est capable de nous fournir ». Selon lui en effet, parallèlement à la théologie révélée, la seule raison nous permet de démontrer l'existence de Dieu par l'argument ontologique, de sorte que l’existence de Dieu découle nécessairement de son essence, comme il découle nécessairement de l’essence du triangle que la somme de ses angles égale deux angles droits.
Ainsi, pour Descartes, la recherche de la vérité peut se faire par la raison seule, sans la lumière de la foi (les Principes de la philosophie). Le cogito ergo sum postule que l'homme est une substance intelligente qui peut accéder à la vérité.

## Rationalisme critique
Le rationalisme critique, issu de l’entreprise kantienne, peut se caractériser par trois traits :
- Le renoncement à ses prétentions dogmatiques et métaphysiques.
- L’intégration de l’expérience au sein d’une dialectique expérimentale.
- La reconnaissance par la raison elle-même de ses limites et de son historicité.

### Synthèsekantienne
Le développement de la physique expérimentale moderne, à la fin de la Renaissance, avec les figures majeures de Galilée, Torricelli, et Newton, va peu à peu conduire à une révision du statut de la raison dans ses relations avec l’expérience. « Hypotheses non fingo », « je ne forge pas d’hypothèses », déclare Newton : la science de la nature réclame l’observation des faits, et ne peut découler de seuls principes a priori. Kant, très attentif à cette question, en prend acte dans la Critique de la raison pure. Il y distingue trois facultés :
- La sensibilité ou faculté des intuitions empiriques, par laquelle quelque chose nous est donné.
- L’entendement ou faculté des concepts. Les catégories pures de l’entendement sont les règles qui nous permettent d’organiser a priori l’expérience, par exemple la relation de causalité.

« Aucune de ces deux propriétés n’est préférable à l’autre. Sans la sensibilité, nul objet ne nous serait donné et sans l’entendement nul ne serait pensé (…) De leur union seule peut sortir la connaissance. Connaître, c’est donc appliquer des concepts à des intuitions, de telle sorte que « des pensées sans contenu sont vides, des intuitions sans concepts, aveugles ». »
- La raison ou faculté des Idées. Une Idée ne pouvant correspondre à aucun objet donné dans l’expérience (Dieu, l’immortalité de l’âme, la liberté), de tels objets suprasensibles ne peuvent donc être objets de connaissance au sens défini plus haut.

On peut par conséquent estimer que Kant opère la synthèse entre l’empirisme et le rationalisme, en donnant droit à l’un comme à l’autre. Mais cette synthèse s’opère en réalité dans le sens d’un rationalisme critique :

« Que toute notre connaissance commence avec l’expérience, cela ne soulève aucun doute […] Mais si toute notre connaissance débute avec l’expérience, cela ne prouve pas qu’elle dérive toute de l’expérience. »

Le donné empirique en effet, donné certes irréductible à la raison, ne peut être organisé et donner lieu à une connaissance qu’à travers les formes a priori de notre esprit :
- formes a priori de la sensibilité elle-même, que sont l’espace et le temps,
- catégories pures de l’entendement qui constituent pour ainsi dire la structure logique inhérente à notre esprit, structure dans laquelle nous mettons en forme les données issues de la sensibilité pour en opérer la synthèse, et dont dérivent toutes les fonctions logiques de nos jugements. (Pour le tableau complet des catégories, voir l’article Critique de la raison pure)

Si bien que la réalité en soi nous reste à jamais inconnaissable : nous n’avons accès qu’à une réalité phénoménale.
Si donc Kant se détourne du postulat cartésien des idées simples et innées constitutives d’une connaissance pure indépendante de l’expérience (dogmatisme), c’est pour leur substituer les catégories pures de l’entendement qui sont la condition de possibilité de toute expérience possible.

### Abandon des prétentions métaphysiques
En conséquence de la critique kantienne, prétendre connaître des objets suprasensibles relève d’un usage illégitime de la raison. Ainsi se trouvent invalidées les tentatives de démonstration rationnelle de l’existence de Dieu : contre l’argument ontologique de Saint Anselme et de Descartes, Kant explique que du simple concept de Dieu, on ne peut en déduire analytiquement l’existence. « J’ai donc dû supprimer le savoir pour lui substituer la croyance ».
C’en est fini des prétentions métaphysiques et du dogmatisme de la raison.
Dans les années 1830, Auguste Comte, en son Cours de philosophie positive, décrit en ces termes l’état positif, ou scientifique, auquel est enfin parvenue l’intelligence :

« Enfin, dans l’état positif, l’esprit humain, reconnaissant l’impossibilité d’obtenir des notions absolues, renonce à chercher l’origine et la destination de l’univers, et à connaître les causes intimes des phénomènes, pour s’attacher uniquement à découvrir, par l’usage bien combiné du raisonnement et de l’observation, leurs lois effectives, c’est-à-dire leurs relations invariables de succession et de similitude. »

Il s’agit désormais de comprendre comment un phénomène se produit. Les faits observables sont liés par des lois qui en expriment seulement les relations constantes.
C’est dans cette perspective qu’en 1964, E. Kahane, dans son Dictionnaire rationaliste, peut le définir de la manière suivante : « Le rationalisme comporte explicitement l'hostilité à toute métaphysique, le refus de tout inconnaissable a priori, et l'exclusion de tout autre mode allégué de connaissance, tel que la révélation, l'intuition réduite à elle seule, etc. ».

### Dialectique expérimentale
Loin d’exclure l’expérience, le rationalisme kantien en fait l’une des deux sources de nos connaissances et réconcilie en ce sens rationalisme et empirisme. Mais il convient de préciser ce que l’on entend dès lors par « expérience » :
Elle ne saurait consister, comme le croirait un empirisme naïf, en un fait brut, en une vérité du réel se donnant à nous dans l’évidence du constat immédiat. Sans la médiation de la raison en effet, l’expérience resterait muette et ne saurait rien nous enseigner. Les faits ne parlent pas d’eux-mêmes. Kant – il faut encore ici l’évoquer – y insiste longuement dans la Critique de la Raison Pure :

« [Les physiciens] comprirent que la raison ne voit que ce qu’elle produit elle-même d’après ses propres plans et qu’elle doit prendre les devants avec les principes qui déterminent ses jugements, suivant des lois immuables, qu’elle doit obliger la nature à répondre à ses questions et ne pas se laisser conduire pour ainsi dire en laisse par elle ; car autrement, faites au hasard et sans aucun plan tracé d’avance, nos observations ne se rattacheraient point à une loi nécessaire, chose que la raison demande et dont elle a besoin. Il faut donc que la raison se présente à la nature tenant, d’une main, ses principes qui seuls peuvent donner aux phénomènes concordants entre eux l’autorité de lois, et de l’autre, l’expérimentation qu’elle a imaginée d’après ces principes, pour être instruite par elle, il est vrai, mais non pas comme un écolier qui se laisse dire tout ce qui plaît au maître, mais, au contraire, comme un juge en fonctions qui force les témoins à répondre aux questions qu’il leur pose. »

Ainsi, si vous forcez ou dressez un tigre à sauter au travers d'anneaux enflammés, vous pourrez en conclure tranquillement : « Le tigre est un animal qui saute au travers d'anneaux enflammés ».
Ce qui nous est ainsi schématiquement tracé, c’est la démarche de la science expérimentale telle qu’elle se dessine depuis Galilée :
- Observation rigoureuse d’un phénomène que l’on cherche à expliquer
- Formulation d’une hypothèse, qui est un énoncé que l’on peut soumettre à un test
- Expérimentation, par l’élaboration d’un montage permettant d’éprouver la validité de l’hypothèse.

De la même façon qu’un « homme d’expérience » est non seulement un homme qui a vécu, mais un homme qui a su réfléchir à ce vécu pour en tirer des leçons, l’expérience pour le savant n’a de sens qu’en fonction de problèmes qu’il cherche à résoudre, et d’hypothèses rationnelles qu’il élabore à cette fin. Gaston Bachelard, dans Le Nouvel Esprit scientifique, l’explique en ces termes :

« […] une expérience ne peut être une expérience bien faite que si elle est complète, ce qui n’arrive que pour l’expérience précédée d’un projet bien étudié à partir d’une théorie achevée […] Les enseignements de la réalité ne valent qu’autant qu’ils suggèrent des réalisations rationnelles. »

Le dispositif expérimental, effectué en laboratoire, est rationnellement planifié et construit par le chercheur, en fonction des hypothèses qu’il veut tester. Il nécessite un appareillage complexe, qui est lui-même le résultat d’un effort théorique antérieur. Comme le précise Bachelard (op. cité) :

« […] il faut que le phénomène soit trié, filtré, épuré, coulé dans le moule des instruments, produit sur le plan des instruments. Or les instruments ne sont que des théories matérialisées. Il en sort des phénomènes qui portent de toutes parts la marque théorique. »

D’où l’expression, par ce même philosophe, de « rationalisme appliqué ».
L’expérience en laboratoire n’est donc pas le réel à l’état brut, mais un réel reconstruit et sélectif, dans lequel la vérité s’élabore à travers un ensemble d’opérations et de procédures rationnelles qui corrigent notre approche naïve et spontanée. « Rien n’est donné, tout est construit. » Se dessine en ce sens une dialectique expérimentale, un dialogue et une collaboration entre l’expérience et la raison, ouvrant la voie, selon l’expression de Bachelard, à une « épistémologie non cartésienne ».

### Historicité de la raison
Avec la Phénoménologie de l'esprit, Hegel mettait en avant l’historicité d’une raison qui développe ses formes à travers l’histoire du monde. Comme le fait observer Gilles Gaston Granger, « la grande découverte hégélienne, c’est le caractère historique de la raison », et cette prise de conscience de l’historicité détermine le rationalisme contemporain. À une conception fixiste de la raison, telle qu’elle apparaît encore dans les catégories de l’entendement dont Kant entendait dresser une fois pour toutes le tableau complet, s’oppose désormais une conception dynamique de la raison, toujours liée au contexte historique et épistémologique dans lequel elle se déploie.
Bachelard, en introduisant dans La formation de l’esprit scientifique (1938) la notion d’obstacle épistémologique, veut montrer une pensée rationnelle en prise à des « crises de croissance » :

« C’est dans l’acte même de connaître, intimement, qu’apparaissent, par une sorte de nécessité fonctionnelle, des lenteurs et des troubles. C’est là que nous montrerons des causes de stagnation et même de régression, c’est là que nous décèlerons des causes d’inertie que nous appellerons des obstacles épistémologiques. »

Les conquêtes progressives du rationalisme se font dès lors contre la raison elle-même, de sorte qu’« en revenant sur un passé d’erreurs, on trouve la vérité en un véritable repentir intellectuel ». Passé d’erreurs : généralisation hâtive de la connaissance, habitudes verbales, pragmatisme, substantialisation, réalisme naïf qui sont autant d’obstacles que la science dresse face à elle-même. « Préciser, rectifier, diversifier, ce sont là des types de pensées dynamiques qui s’évadent de la certitude et de l’unité et qui trouvent dans les systèmes homogènes plus d’obstacles que d’impulsions ». L’esprit rationnel, dans le cadre des sciences, doit être un esprit critique toujours en alerte devant ses propres facteurs d’inertie, toujours prompt à remettre en question ses propres conquêtes. « Reste ensuite la tâche la plus difficile : mettre la culture scientifique en état de mobilisation permanente, remplacer le savoir fermé et statique par une connaissance ouverte et dynamique, dialectiser toutes les variables expérimentales, donner enfin à la raison des raisons d’évoluer ».
Dans un même ordre d’idées, Karl Popper, dans La logique de la découverte scientifique, tente de montrer que le caractère d’une théorie scientifique tient à sa réfutabilité. On ne peut en effet, à partir d’expériences singulières, aussi nombreuses soient-elles, conclure à l’universalité d’une loi. Mais on peut la tester : il suffit de montrer une seule observation contraire à un énoncé universel pour être certain que cet énoncé est faux. Le vrai n’est donc pas la simple réciproque du faux, de sorte qu’on ne peut vérifier une hypothèse, mais seulement essayer de l'infirmer. Une théorie ne sera dès lors tenue pour vraie qu’autant qu’elle résistera aux tests expérimentaux pour la mettre en échec. C’est dire par conséquent que la science progresse par réfutations et expérimentation : rien n’est définitif, la vérité est toujours provisoire.
La raison n’est plus conçue comme un système clos et rigide de principes déterminés a priori, mais bien comme une réalité plastique et dynamique, comme un processus constructif, dont témoigne l’histoire même de la connaissance. Ce que l’on considère comme étant une explication rationnelle dépend donc étroitement du contexte historique dans lequel elle est formulée, de l’état des connaissances, et de l’évolution des techniques d’observation et d’expérimentation. Le concept de probabilité, par exemple, introduit dans les modèles complexes de la science des particules, ou celui de modèle local, ne pouvaient intervenir à titre d’explication rationnelle dans le cadre de la physique galiléenne ou newtonienne. Comme le précise Gilles Gaston Granger : « Ainsi la science progresse-t-elle par dépassements successifs des formes périmées de la raison […] L’irrationalité véritable apparaît donc plutôt comme une régression vers des formes anachroniques de l’explication. »[réf. nécessaire]
Tel se veut le rationalisme critique, élargi : un rationalisme débarrassé de ses préjugés métaphysiques, intimement mêlé au développement des sciences, qui se construit par dépassement de ses propres formes historiques, et issu d’une conception dynamique de la raison.

## Critique contemporaine du rationalisme moderne
Hans Jonas, dans Le Phénomène de la vie, vers une biologie philosophique, fut l'un des premiers à critiquer le dualisme cartésien entre le corps et l'esprit : « Le dualisme cartésien laissa la spéculation sur la nature de la vie dans une impasse : si intelligible que devint, selon les principes de la mécanique, la corrélation de la structure et de la fonction à l'intérieur de la res extensa, celle de la structure accompagnée de fonction avec le sentiment ou l'expérience (modes de la res cogitans) fut perdue dans la séparation et par là le fait de la vie lui-même devint inintelligible au moment même où l'explication de son effectuation temporelle semblait assurée ».
Le dualisme cartésien et l'absence de finalisme dans la technoscience sont pour Vittorio Hösle, disciple de Hans Jonas, les causes principales de la crise écologique.
Le sociologue italien Franco Ferrarotti remet en cause le rationalisme mécaniste, dont Descartes est l'une des sources.
Selon Jean-Claude Larchet, en faisant de la raison la principale faculté de connaissance de l'homme, on relègue au second plan son esprit ou intellect, faculté de contemplation des réalités surnaturelles. La valorisation de la raison et de l'approche rationnelle des phénomènes favorise non seulement le développement d'une forme de philosophie qui s'affranchit de la théologie dont elle n'était jusqu'alors que la servante, mais encore l'essor des sciences, qui se développeront considérablement à partir du XVIIe siècle à la suite de la révolution copernicienne.

## Point de vue chrétien
- Le Syllabus de Pie IX du 8 décembre 1864 condamne le rationalisme comme incompatible avec la foi.
- L'Encyclique Fides et ratio de Jean-Paul II du 14 septembre 1998 analyse les rapports entre la foi et la raison.

## Point de vue artistique
- Il existe un courant architectural rationaliste (voir Architecture rationaliste).